# عابر پیاده

تصویرنگاشت عابر پیاده بر گذرگاه عابران پیاده

عابر پیاده به فردی گفته می‌شود که یک مسافت را با پا به صورت پیاده‌روی یا دو طی می‌کند. در بعضی از جوامع افرادی که از وسایل سبک و کم‌سرعتی مانند: اسکیت‌برد، ویلچر، رول‌اسکیت، اسکوتر و موارد مشابه برای حمل و نقل استفاده می‌کنند نیز جزو عابر پیاده محسوب می‌گردند.
در قوانین کنترل ترافیک و قوانین شهرسازی عابر پیاده حق و حقوق خاص به خود را داراست و برای وی امکانات خاصی در طراحی شهری و ترافیکی در نظر می‌گیرند.

## قوانین ترافیکی مربوط به تخلفات عابران پیاده در ایران

عابرهای پیاده در حال گذر از خیابان

بر اساس گزارش‌هایی در ایران همیشه مردم تصور می‌کنند وقتی با خودرویی تصادف می‌کنند صد درصد راننده مقصر بوده‌است، اما در قدیم عابران پیاده در صورت تخلف اگر در محدوده تهران قدیم بوده‌اند، توسط شهربانی به محل دورتر انتقال می‌یافته‌اند تا از این طریق تنبیه شوند. شهروندان ایران در محل‌هایی که پیاده‌رو است، نمی‌بایست از سطح سواره‌رو استفاده کنند اگر احیاناً در محلی پیاده‌رو نیست، یا راه پیاده‌رو به دلیلی غیرقابل تردد شده‌است، در اینصورت می‌توانند از انتهای سمت چپ عبور کنند. عابران پیاده برای گذشتن از عرض معابر، فقط باید از گذرگاه پیاده، یا پل هوایی یا پل‌های زیرزمینی عبور کنند، از دویدن و پریدن و ورود ناگهانی به سواره‌رو خودداری کرده و به هیچ عنوان از حصار آزادراه‌ها نیز نگذرند. افراد پیاده در تقاطع‌ها تنها با روشن شدن چراغ سبز اجازه حرکت‌دارند. در ماده ۸ قانون نحوه رسیدگی به تخلفات و اخذ جرائم رانندگی مصوب سی‌/سه‌/هزار و سیصد و پنجاه آمده‌است: درصورتی‌که عابر پیاده در عبور از سواره رو و معابر و خیابان‌ها جز از نقاطی که خط‌کشی شده و مخصوص عبور عابر پیاده است (محل مجاز) از محل دیگری (محل‌های غیرمجاز) عبور کند، متخلف شناخته می‌شود و مکلف به پرداخت جریمه مقرر در آیین‌نامه است و درصورتی‌که در این قبیل نقاط غیرمجاز وسیله نقلیه موتوری با عابر پیاده تصادف کند راننده وسیله نقلیه درصورتی‌که تمامی مقررات راهنمایی و رانندگی را رعایت کرده باشد، مقصر شناخته نمی‌شود.